# Mirbelieae
Mirbelieae,  tribus mahunarki iz potporodice Faboideae. Pripada mu četrdesetak rodova.

## Rodovi
1. Almaleea Crisp & P.H. Weston
2. Aotus Sm.
3. Callistachys Vent.
4. Chorizema Labill.
5. Daviesia Sm.
6. Dillwynia Sm.
7. Erichsenia Hemsl.
8. Euchilopsis F. Muell.
9. Eutaxia R. Br.
10. Gastrolobium R. Br.
11. Gompholobium Sm.
12. Isotropis Benth.
13. Jacksonia R. Br. ex Sm.
14. Latrobea Meisn.
15. Leptosema Benth.
16. Mirbelia Sm.
17. Oxylobium Andrews
18. Phyllota (DC.) Benth.
19. Podolobium R.Br. ex W.T.Aiton
20. Pultenaea Sm.
21. Sphaerolobium Sm.
22. Stonesiella Crisp & P.H.Weston
23. Urodon Turcz.
24. Viminaria Sm.